# 다카하시 히데토
다카하시 히데토(일본어: 高橋 秀人, 1987년 10월 17일 군마현 ~ )는 일본의 축구 선수로, 포지션은 풀백이며 현재는 일본의 요코하마 FC 소속으로 뛰고 있다.

## 구단 경력
그는 2010년부터 2022년까지 J리그의 FC 도쿄, 비셀 고베, 사간 도스, 요코하마 FC에서 활동하였다.

## 국가대표팀 경력
그는 2012년 5월 23일 아제르바이잔과의 경기에서 일본 국가대표팀에 데뷔했다. 2013년 FIFA 컨페더레이션스컵에도 출전. 2013년 EAFF 동아시안컵 우승에 기여했다.그는 2013년까지 국제 A매치 통산 7경기에 출전했다.

## 통계
| 일본 | 일본 | 일본 |
| 연도 | 출전 | 득점 |
| ---- | ---- | ---- |
| 2012 | 4    | 0    |
| 2013 | 3    | 0    |
| 통산 | 7    | 0    |